# Paul Van Genechten
Paul Van Genechten, né à Hoboken le 24 avril 1941 et mort le 8 août 2006) est un joueur de football belge qui évoluait au poste de défenseur. Il passe l'essentiel de sa carrière avec le KSK Beveren, avec lequel il découvre la Division 2, puis l'élite nationale et les compétitions européennes.

## Carrière
Formé au Beerschot, Paul Van Genechten est transféré en 1960 au Gerda Sint-Niklaas, qui évolue à l'époque en  première provinciale de Flandre orientale. Trois ans plus tard, ce club gagne le droit de monter en séries nationales. Après deux bonnes saisons conclues à la troisième puis à la septième place, le cercle ne peut éviter la relégation en 1966.
Repéré par le SK Beveren-Waes, qui vient de fêter le titre de Division 3, Van Genechten rejoint le club waeslandien. Alors que son nouveau club évolue pour la première fois dans l'antichambre de l'élite, le défenseur joue peu et doit patienter, ce qui ne l'empêche pas de fêter le titre de champion et une première accession à la Division 1. Il profite de la montée parmi l'élite pour devenir titulaire. Van Genechten passe treize saisons avec les « Jaunes et bleus », totalisant 362 rencontres.
En 1969, Beveren assure son maintien puis grimpe dans le "subtop" de l'élite nationale lors des suivantes. Mais en 1972, c'est la douche froide. Le matricule 2300 ne peut éviter la dernière place et la descente, en compagnie du KSV Waregem.
Ces deux formations dominent le championnat de Division 2 1972-1973 que Beveren remporte devant Waregem.
Le SK Beveren s'installe parmi l'élite avec un noyau majoritairement semi-professionnel. Alors qu'en 1974, la Ligue professionnelle belge de football voit le jour, la plupart des joueurs waaslandiens combinent le football avec une autre activité. Pour sa part, Paul Van Genechten est pompier.
Van Genechten remporte la Coupe de Belgique 1978 avec Beveren et découvre la compétition européenne. Lors de la Coupe des Coupes 78-79, Beveren réalise un parcours magnifique jusqu'en demi-finales contre Barcelone, éliminant au passage Rijeka et l'Inter Milan.
Champion de Belgique à l'âge de 37 ans, Van Genechten quitte le haut niveau l'année suivante. Il a droit à un match d'adieu de prestige, au Freethiel, contre le Barça et ses vedettes de l'époque.
Il termine son parcours en devenant joueur-entraîneur du KSV Tamise, alors en provinciales.
Le bilan de la carrière de Paul Van Genechten dans les compétitions européennes s'élève à deux matchs en Coupe d'Europe des clubs champions, six en Coupe de l'UEFA, et huit en Coupe des coupes.

## Palmarès
- 1 fois champion de Belgique en 1979 avec le SK Beveren.
- Vainqueur de la Coupe de Belgique en 1978 avec le SK Beveren-Waes.
- 2 fois champion de Division 2 belge en 1967 et 1973 avec le SK Beveren-Waes.